# Sankt Joost (Cuxhaven)
Sankt Joost is een klein dorp in de gemeente Stinstedt in het Landkreis Cuxhaven in de deelstaat Nedersaksen. 
Het dorp is bekend van een bedevaartkapel die hier eeuwenlang heeft gestaan. De oudste vermelding van de kapel, ter ere van de heilige Judocus, is uit 1367. Na de reformatie raakte de kapel in verval en werd in 1541 gesloopt. In 1998 werd een monument gebouwd ter herinnering aan de kapel.